# Dennis Oppenheim
Dennis Oppenheim (Electric City, Washington, 1938. szeptember 6. – New York, 2011. január 21.) amerikai művész. Oppenheim a body art és land art határterületén mozgott, de voltak klasszikusabb értelemben vett land art művei is. Halálát megelőzően New Yorkban élt és dolgozott. Tanulmányait a School of Arts and Craftsban, (Oakland), Kaliforniában és a Stanford Egyetemen végezte, (Palo Alto, Kalifornia).

## Művészete
Vito Acconci mellett a második amerikai, aki a fájdalmat mint kreatív elemet használta Oppenheim volt. Oppenheim teste képezte számos munkájában azt a „helyet”, ahol „land art” műve készült. Ezekben a művekben a test mint „hely” többnyire „talajként” tételezve szolgálja az alkotó elgondolásait, amiket igen hasonlóan jelölnek mindazok a módszerek és fogások, amiket a „land art” (földművészeti) munkákban alkalmaz.
- Az 1970-es Sérülés 1-ben: gyógyuló bőréről a vart egy kis darab földre ültette át.
- A Kar és aszfalt című, 1969-es filmben alkarját éles aszfaltdarabokba hengergette.

Egy nagyobb földtömeg ábrázolásában látható suvadások természetes inspirációt jelentettek a művész számára tájléptékben elkészíteni programjait, és ezek a nagy formátumú földmozgásábrák vezették vissza akcióit az emberi testen végbemenő mozgásokhoz és alakváltozásokhoz. Nem meglepő, hogy Oppenheim testtel kapcsolatos alkotói izgalmai a nagy földdarabokkal történő állandó fizikai érintkezés közben megjelentek. A táj és természet organikus egyetemességének képletét illetően a művészettörténeti múlt számos esetben idéz fel ember-táj, táj-emberi test azonosságokat.
- Olvasópozíció másodfokú égés szenvedéséhez: (1970) Oppenheim úgy találta, hogy a földdel végzett munka „visszajelzéseket követel a művész testétől”, éppúgy mint a tájat és a természetet formáló paraszttól is Ezt az áttételesen érzékeltetett visszhangot figyelhetjük meg ebben a munkájában. Oppenheim egy long-islandi strandon napozott. Nagy, bőrkötéses – Taktikák című –, könyvet helyezett a mellére. Két, erről a cselekményről készült színes fénykép egyike a művészt a napozás megkezdésekor mutatja a strandon fekve, míg a második már leégve, a könyv nélkül. Ott, ahol a könyv volt a mellén, egy sértetlen, téglalap alakú bőrfelület volt.

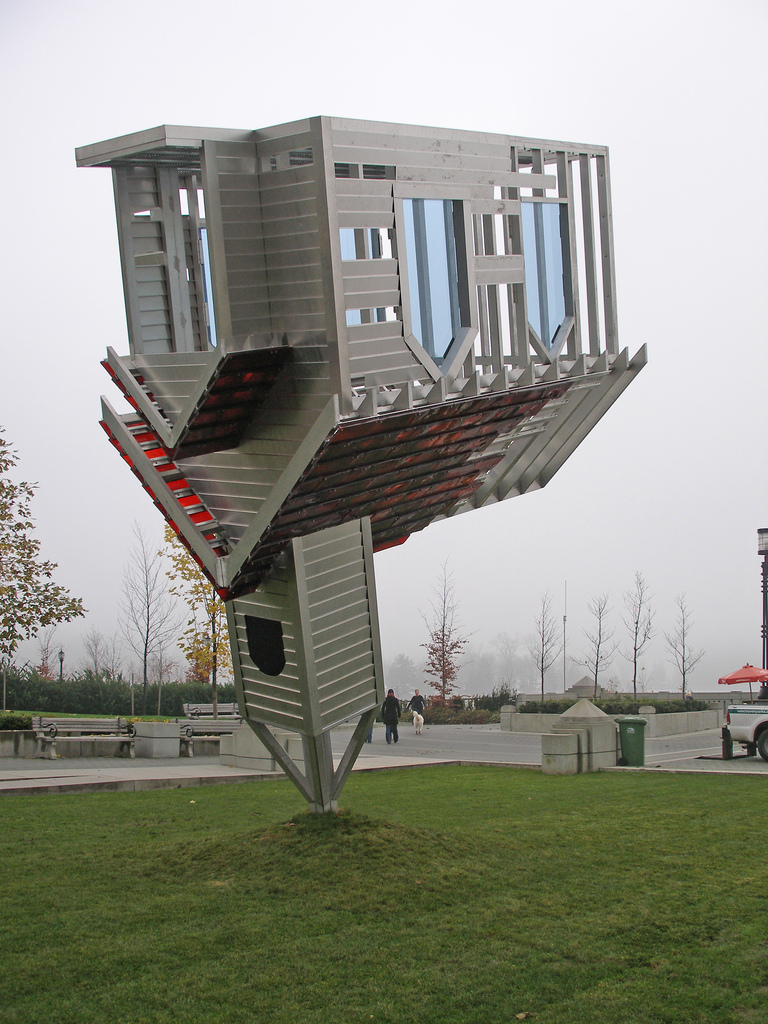
„Bajelhárító” (Vancouver)

Ehhez kapcsolódik a Hajdarab (1970) is, amelyben Oppenheim „skalpjának” részeit egy videokamera rögzítette.
A szintén 1970-es Anyagi kicserélődés sorozatban Oppenheim teste és a környezet közötti kicsiny jelentőségű kapcsolatokkal foglalkozott. A mű négy fényképből áll, kettő ezekből a művészt ábrázolja, amint a padlóba ujjának körmét ékeli be, a másik kettő ugyanezt az ujjat mutatja, amelybe ezúttal egy hosszú szálka fúródik ugyanabból a padlódeszkából.
- Megbélyegzett hegy: (1969) A gabona körök átmenetet képeznek az amerikai és az európai land art között.
- Az Év végi köröket az észak-amerikai Dennis Oppenheim 1968 decemberében vágta a Saint-John folyó jegébe, amely az Egyesült Államokat Kanadától elválasztja.